# Golpe de Estado na Etiópia em 1974
Em 12 de setembro de 1974, o Imperador Haile Selassie foi deposto pelo Comitê de Coordenação das Forças Armadas, Polícia e Exército Territorial, uma junta militar apoiada pelos soviéticos que consequentemente governou a Etiópia como Derg até 28 de maio de 1991.
Em fevereiro de 1974, a Revolução Etíope foi acompanhada por motins de unidades do Exército Imperial, que foram desencadeados pelo ressentimento pelos baixos pagamentos. O Derg estabeleceu o Conselho de Coordenação das Forças Armadas em junho de 1974 e cresceu rapidamente até derrubar os ministros de Haile Selassie sob o comando do primeiro-ministro Endelkachew Makonnen. Após depor o imperador, muitos de seus personagens e membros da família imperial fugiram para Londres, como o príncipe herdeiro Asfaw Wossen. Em 27 de março de 1975, o Derg aboliu oficialmente a monarquia e o Império Etíope como um todo, e começou a implementar um sistema marxista-leninista, juntamente com a nacionalização de todas as propriedades. Haile Selassie morreu em 27 de agosto, com diferentes fontes atribuindo sua morte a estrangulamento por ordem do governo militar ou causas naturais durante uma operação de próstata.

## Antecedentes
Um modo de produção semi-feudal foi uma característica importante da economia do Império Etíope por vários séculos. A terra – que era o modo de produção mais essencial – foi acumulada pela Igreja (mais de 25%), pelo Imperador Haile Selassie e sua família (20%), pelos senhores feudais (30%) e pelo estado (18%), deixando apenas 7% para os cerca de 23 milhões de camponeses etíopes. 
Os camponeses sem terra perderam até 75% de sua produção para seus proprietários. No final do século XVIII e início do século XIX, o fornecimento de mão de obra escrava para a agricultura era comum e os arrendatários sem terra sofriam com vidas miseráveis; qualquer arrendatário que não prestasse voluntariamente o serviço nominal era considerado um rebelde e posteriormente preso, açoitado ou punido de outra forma. 
Durante o reinado do Imperador Haile Selassie, ele prometeu ao país seguir a democracia e trazer a modernização, como a introdução das Constituições de 1931 e 1955. 
Haile Selassie enfrentou uma reação severa e uma reputação pública negativa, em grande parte por causa dos impostos excessivos em Gojjam a partir de 1930, da fome de Wollo e Tigray em 1958 e da apreensão autocrática de terras. Em 13 de dezembro de 1960, uma tentativa de golpe de estado militar ocorreu no Palácio Guenete Leul de Adis Abeba por grupos de oposição, incluindo Germame Neway e Mengistu Neway, depois que Haile Selassie fez uma visita de Estado ao Brasil. Embora tenha falhado, esse golpe foi considerado o ponto inicial dos movimentos estudantis contra o governo de Haile Selassie. Em Fevereiro de 1965, estudantes da Universidade de Adis Abeba marcharam nas ruas sob o lema "Terra para o Lavrador", exigindo a reforma e distribuição de terras.  Juntamente com as combinações de movimentos de resistência armada na Eritreia no início da década de 1960 e em algumas províncias etíopes em Bale, Gojjam e Tigray, o governo de Haile Selassie foi esmagado no início da década de 1970.  Em 1973, uma seca severa matou 100.000 pessoas em Wollo e Tigray, o que degradou consideravelmente sua imagem pública.
Em Fevereiro de 1974, eclodiram motins no exército devido aos baixos salários e aos conflitos secessionistas na Eritreia. 

## Evento
Em junho de 1974, o Derg, como seria conhecido mais tarde, foi criado como Comitê de Coordenação das Forças Armadas, Polícia e Exército Territorial. Em menos de três meses, cresceu rapidamente o suficiente para derrubar o gabinete de Endelkachew Mekonnen . 
Em 12 de setembro de 1974, Haile Selassie foi preso por um grupo de policiais do Comitê de Coordenação. O ex-príncipe herdeiro Asfaw Wossen, de 58 anos, juntamente com muitos patrocinadores do imperador, foram exilados em Londres.  Em 23 de novembro, ocorreu o Massacre dos Sessenta, no qual 60 funcionários do governo de Haile Selassie, incluindo dois ex-primeiros-ministros, foram executados por um pelotão de fuzilamento na Prisão de Kerchele. A execução foi ouvida pela Rádio Etíope no dia seguinte; o conselho também incluiu o General Aman Andom, um dos líderes do golpe, e o neto de Haile Selassie, o Almirante Iskinder Desta. Outras pessoas executadas nessa época incluíam cerca de 200 ex-ministros, funcionários do governo, governadores provinciais e juízes que estavam detidos nas caves do Palácio Nacional, aguardando julgamento por acusações de corrupção e má administração. 
Inspirado pela política marxista-leninista, o Comité de Coordenação aboliu o sistema semifeudal e implementou um sistema nacionalizado.  Em 21 de março de 1975, o Derg aboliu formalmente o Império Etíope,  juntamente com todos os títulos imperiais.  Em 27 de agosto de 1975, Haile Selassie morreu em um pequeno apartamento dentro de seu palácio aos 83 anos.  Fontes oficiais atribuíram sua morte a causas naturais causadas por uma operação de próstata,  mas mais tarde surgiram evidências que sugeriram que ele foi morto por estrangulamento em sua cama por ordem do governo militar. 